# Russia (Nowy Jork)
Russia – miasto w Stanach Zjednoczonych, w stanie Nowy Jork, w hrabstwie Herkimer.